# Ото I фон Еверщайн
Ото I фон Еверщайн (на немски: Otto I von Everstein; * пр. 1206; † сл. 1282) е граф на Еверщайн-Холцминден в Долна Саксония, императорски щатхалтер в Гьотинген и Глайхен. Той е основател на „втората линия“ на рода.

## Произход
Той е син на граф Албрехт IV фон Еверщайн (III) († 19 септември 1214) и втората му съпруга Агнес Баварска фон Вителсбах († сл. 1219), вдовица на вилдграф Герхард I фон Кирбург († сл. 1198), дъщеря на пфалцграф Ото VII (IX) фон Вителсбах († 1189) и Бенедикта фон Вьорт.

## Фамилия
Ото I фон Еверщайн се жени за Ермгард/Ирмгард фон Арнщайн (* пр. 1223; † 24 декември 1243), дъщеря на Валтер III фон Арнщайн († ок. 1196) и Гертруд фон Баленщет († сл. 1194), или на синът му Албрехт I фон Арнщайн († сл. 1240) и Мехтилд фон Бланкенбург-Регенщайн († сл. 1267). Те имат децата:
- Конрад V (1239 – 1298), домхер в Утрехт, граф на Еверщайн (1283)
- Ото III (1239 – 1278), домхер в Хилдесхайм
- Валтер I (1246 – 1289), домхер в Хилдесхайм
- Албрехт/Алберт V (1235 – 1274), граф на Еверщайн-Холцминден, женен за Гизела фон Бюрен (1252 – 1306)
- Гебхард († сл. 1286), граф на Еверщайн